# Incidente de Pristina
O Incidente no Aeroporto de Pristina foi um confronto entre as forças da OTAN e as forças russas sobre o Aeroporto Internacional de Pristina em 12 de junho de 1999, na sequência da Guerra do Kosovo. As tropas russas ocuparam o aeroporto antes de uma implantação da OTAN, resultando em um tenso impasse, que foi resolvido pacificamente.

## Antecedentes
A Guerra do Kosovo terminou em 11 de junho de 1999 e uma força conjunta de manutenção da paz da OTAN e da Rússia foi instalada no Kosovo. A Rússia esperava receber seu próprio setor de manutenção de paz de controle independente da OTAN e se irritou quando isso foi recusado. Havia a preocupação de que um setor separado russo poderia levar a uma partição de Kosovo entre um norte controlado pelos sérvios e um sul pelos albaneses. 
No início de março de 1999, as "Forças Aliadas de Reação Rápida" da OTAN foram implantadas em Skopje, na República da Macedônia. O objetivo era fornecer um comando da OTAN unificado por vários contingentes, incluindo um batalhão estadunidense que havia estado na Macedônia por alguns anos juntamente com os recém-chegados batalhões britânicos, alemães, franceses e italianos: essa força ficou conhecida como Força do Cóssovo (KFOR). O comandante da KFOR era o tenente-general Mike Jackson; seu oficial superior era o almirante estadunidense James O. Ellis, comandante da OTAN para o sul da Europa, baseado em Nápoles. Ellis respondia a Wesley Clark: Comandante Supremo Aliado na Europa. Na prática, Wesley passava por cima de Ellis ao falar diretamente com Jackson.

## Incidente
No início a 11 de junho de 1999, uma coluna de cerca de trinta veículos blindados russos transportando cerca de 250 soldados russos, que faziam parte da força de paz internacional na Bósnia e Herzegovina, moveu-se para a Sérvia. Às 10.30 horas, foi confirmado pela SHAPE e por imagens da CNN que mostraram que os russos haviam pintado às pressas as siglas da KFOR em seus veículos onde anteriormente constavam as siglas da SFOR. Supunha-se que a coluna estava se dirigindo para Pristina e ao Aeroporto Internacional de Pristina antes da chegada das tropas da OTAN.
Por fim, o comandante estadunidense da OTAN Wesley Clark tinha chamado o Secretário Geral da OTAN Javier Solana, e lhe foi dito que eles tinham de transferir a autoridade da área. Clark, então, ordenou a um contingente de 500 pára-quedistas britânicos e franceses para que capturassem o aeroporto pela força, uma ordem que ainda é debatida.
As primeiras tropas da OTAN entraram em Pristina a 12 de junho, embora sob constrangimento diplomático pois as tropas russas chegaram primeiramente no aeroporto.
Os russos tinham várias bases aéreas em prontidão, e batalhões de pára-quedistas prontos para partirem para Pristina. Temendo que os aviões russos fossem em direção do aeroporto, o general Clark ordenou que tanques e blindados britânicos bloqueassem a pista, e pediu apoio do almirante estadunidense James O. Ellis.
Na manhã seguinte, 13 de junho, Clark chegou ao quartel-general de Jackson em Skopje. Foi salientado a ele que os russos foram isolados e não poderiam ser reforçados por via aérea e que o apoio russo tinha sido uma parte vital para conseguir um acordo de paz. Clark se recusou a aceitar isso e continuou a pedir o bloqueio da pista, alegando ser apoiado pelo Secretário-Geral das Nações Unidas.   O general britânico Mike Jackson se recusou a seguir as ordens de Clark, dizendo-lhe: "Eu não vou começar a Terceira Guerra Mundial para você".  Quando outra vez, ordenou diretamente que bloqueassem a pista, Jackson sugeriu que os tanques e carros blindados britânicos seriam mais adequados, no conhecimento de que isto quase que certamente seria vetado pelo governo britânico. Clark concordou. Jackson estava pronto para demitir-se, ao invés de seguir as ordens de Clark. O Ministério da Defesa britânico autorizou o comandante da força britânica Richard Dannatt a usar 4 brigadas blindadas para isolar o campo de pouso, mas não para bloquear as pistas.  O então oficial britânico com a patente de capitão James Blunt - que mais tarde ganharia fama como cantor pop - comandava o contingente, foi citado como tendo dito que preferia ter enfrentado uma corte marcial do que o uso da força contra os russos. 
As ordens de Clark não foram executadas, e os Estados Unidos exerceram pressão política sobre os Estados vizinhos para não permitir que a Rússia utilizasse seu espaço aéreo para o transporte de reforços. A Rússia foi forçada a suspender o afluxo de reforços depois que a Bulgária, a Hungria e a Romênia recusaram os pedidos russos de usar seu espaço aéreo.
As negociações foram conduzidas em completo impasse, durante o qual a Rússia insistiu que suas tropas seriam responsáveis apenas perante comandantes russos e que manteriam uma zona exclusiva para as suas próprias forças de paz. A OTAN recusou, prevendo que isso levaria à divisão do Kosovo em um sul albanês e um norte sérvio. Ambos os lados concordaram que, eventualmente, forças de paz russas seriam implantadas em todo o Kosovo, mas independentemente da OTAN. 